# NGC 6484
NGC 6484 је спирална галаксија у сазвежђу Херкул која се налази на NGC листи објеката дубоког неба.
Деклинација објекта је + 24° 28' 59" а ректасцензија 17h 51m 46,8s. Привидна величина (магнитуда) објекта NGC 6484 износи 12,5 а фотографска магнитуда 13,3. Налази се на удаљености од 62,5000 милиона парсека од Сунца. NGC 6484 је још познат и под ознакама UGC 11010, MCG 4-42-7, MK 1118, CGCG 141-19, IRAS 17497+2429, PGC 61008.